# Albert-Schweitzer-Schule (Leipzig)

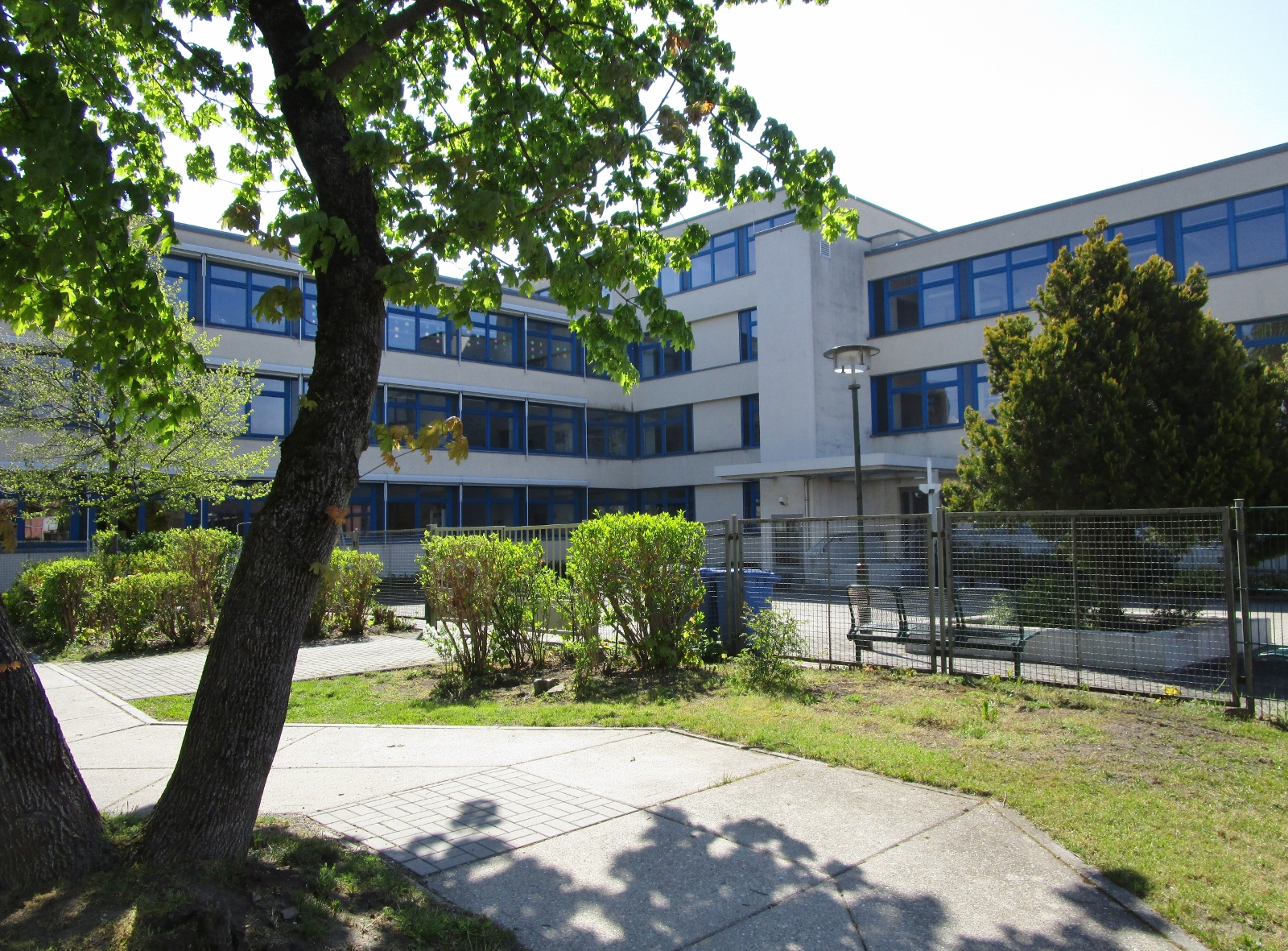
Schulgebäude an der Märchenwiese

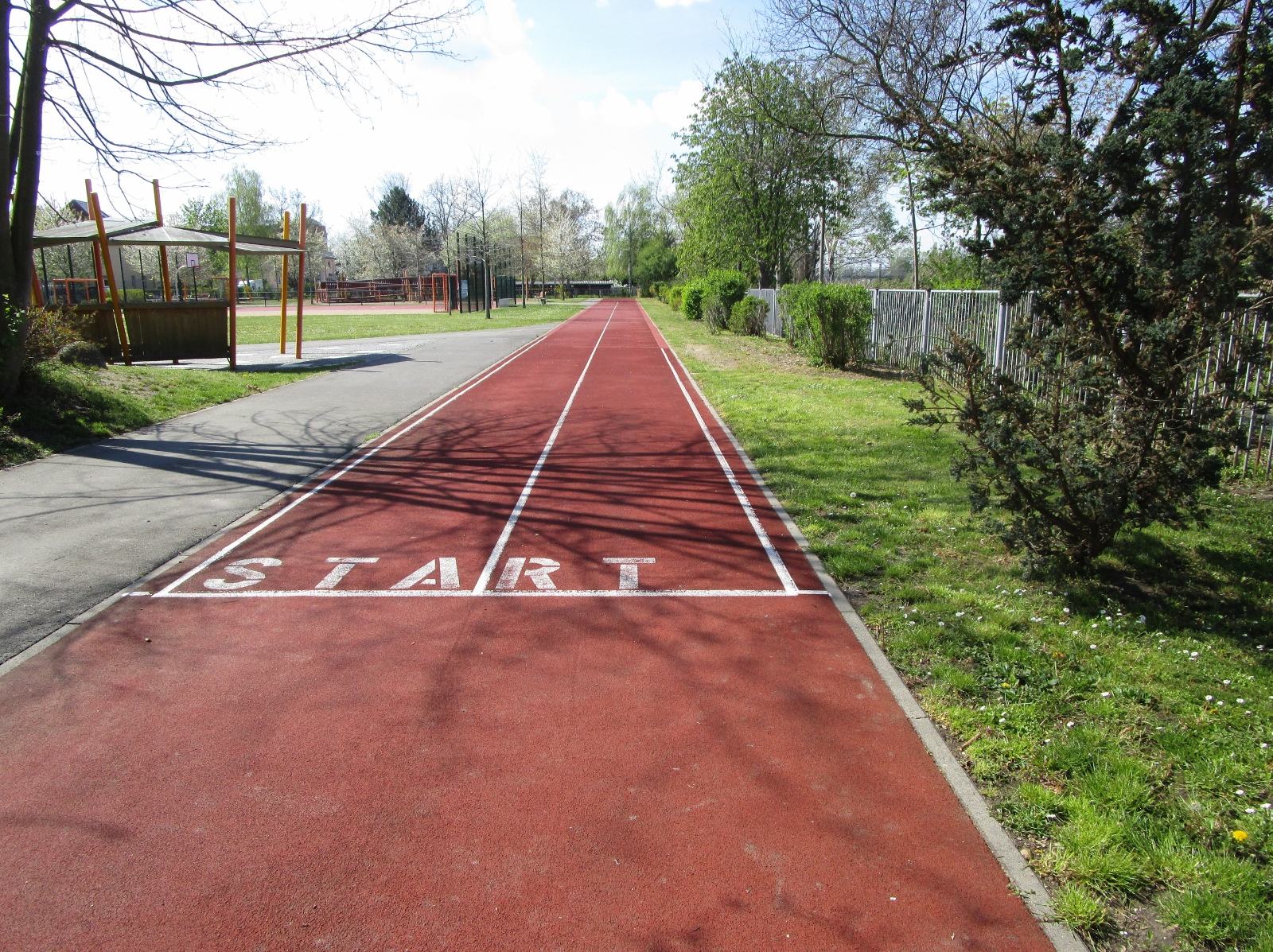
Laufbahn auf dem Schulgelände

Die Albert-Schweitzer-Schule in Leipzig ist eine öffentliche Ganztagsschule der Stadt Leipzig für Körperbehinderte. Die Schüler werden in neun bis elf Klassenstufen unterrichtet. Der Förderschwerpunkt ist die körperliche und motorische Entwicklung, integriert ist ein Bereich zur Lernförderung.

## Schulaufbau
Die Schule hat das Ziel, körperbehinderte Kinder und Jugendliche in Interaktionsprozesse aktiv einzubeziehen.
Das Leitbild ist ein Spruch von Albert Schweitzer: „Gut ist, Leben erhalten, Leben fördern, entwickelbares Leben auf seinen höchsten Wert bringen.“
Die Schule gliedert sich in einen Grund- und Oberschulteil, sowie einen Teil für Lernbehinderte und für Körperbehinderte mit Ganztagsangebot. Jeder Schüler hat die Möglichkeit, für den Schulweg einen Fahrdienst in Anspruch zu nehmen. Die Form des Ganztagsangebotes lässt mehr Raum für die Einbeziehung therapeutischer, medizinischer und hygienischer Maßnahmen, sowie sonderpädagogischer Förderung in den Unterrichtsalltag.
Förderzirkel und Arbeitsgemeinschaften sind in den Stundenplan integriert.
Der Stundenplan umfasst für alle Klassen zwei Stunden Sport und eine Stunde Schwimmen pro Woche. Der Schwimmunterricht findet in Schwimmhallen der Stadt Leipzig statt.
Seit März 1991 wird die Schule finanziell durch einen Förderverein unterstützt, der auch das Weihnachtssingen und den Schulfasching mitgestaltet.

## Geschichte
Die Schule wurde 1952 als Krankenhausschule gegründet. Im Jahr 1969 erhielt sie den Namen Albert Schweitzer. 1983 erfolgte ein Umzug in ein behindertengerecht gestaltetes Schulhaus. Bis 2015 erfolgten schrittweise innere und äußere Sanierungen.

## Deutsche Schachschule
2016 wurde die Schule als „Deutsche Schachschule“ ausgezeichnet („Deutsche Schachschule 2016 bis 2020“). Sie war damit die erste Förderschule in der Bundesrepublik und die vierte Schule in Sachsen die durch den Deutschen Schachbund mit dem Qualitätssiegel ausgezeichnet wurde.

## Kurse und Förderangebote
Förderzirkel
- Autogenes Training
- Dyskalkulie
- Geocaching
- Gitarre
- Leseförderung
- Musical
- Musiktheater
- Rhythmisch-musikalische Erziehung
- Sport

Arbeitsgemeinschaften
- Backen
- Basteln
- Bibliothek
- Bewegungserziehung
- Bühnentechnik
- Druck
- Englisch
- Informatik
- Keramik
- Malen
- Modelleisenbahn
- Schach
- Spiele
- Textiles Gestalten
- Tischtennis

Die Kurse werden in Abhängigkeit von Jahrgangsstufe und Teilschulart angeboten.

## Jährliche Veranstaltungen
Zu den jährlichen Veranstaltungen gehören verschiedene Sportturniere und ein Lesewettstreit der Oberschule, jahreszeitliche Feste und ein Benefizkonzert. Seit 2000 werden Skifreizeiten abgehalten und etwa ebenso lang eine jährliche Schullandheim- und Schwimmfreizeit.